# علی‌قلی هدایت
علی‌قلی خان هدایت (۱۲۷۷ - ۱۳۵۴) سرمایه‌دار و بنیانگذار صنایع غذائی یک‌ویک، سناتور و نماینده مجلس شورای ملی بود.
پدرش مرتضی‌قلی خان صنیع‌الدوله اولین رئیس مجلس شورای ملی و از رجال و دولتمردان برجسته دوره قاجار و مادرش احترام‌السلطنه دختر دوم مظفرالدین شاه بود. دوازده ساله بود که پدرش کشته شد. او در آلمان در رشته کشاورزی تحصیل کرد و پس از بازگشت به ایران در همین زمینه کشاورزی به فعالیت پرداخت  تا اینکه در سال ۱۳۱۱ به کمک عمویش مخبرالسلطنه هدایت که در آن زمان نخست وزیر بود، به نمایندگی ایلات خمسه فارس به مجلس شورای ملی رفت (دوره نهم). 
در همین دوره نهم، به علت تخته قاپو شدن عشایر، کرسی‌های پنج‌گانه ایلات کوچرو منحل شد و هدایت در دوره بعد به نمایندگی از فسا به مجلس رفت و تا دوره سیزدهم نماینده فسا ماند. پس از آن از دوره دوم تا ششم، عضو مجلس سنا بود. 
هدایت در سال ۱۳۴۶ شرکت محصولات غذائی یک و یک را در دشت مرغاب فارس به راه انداخت. 